# École supérieure navale d'Azerbaïdjan
L'École supérieure navale d'Azerbaïdjan (en russe: Азербайджанское высшее военно-морское училище;  azéri : Azərbaycan Ali Hərbi Dənizçilik Məktəbi) est un établissement supérieur d'enseignement militaire situé à Bakou en Azerbaïdjan. Cet établissement se nommait à l'époque soviétique l'École supérieure navale militaire de la Caspienne Kirov (Каспийское высшее военно-морское Краснознамённое училище имени С. М. Кирова).

## Histoire

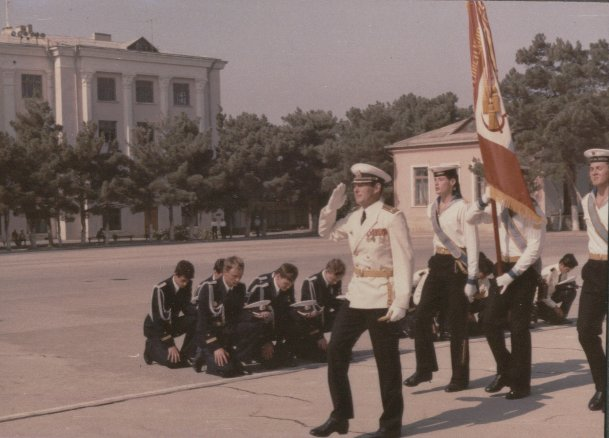
Remise de diplôme pour la promotion 1989.

L'établissement est fondé le 9 décembre 1939 à Bakou. Le 4 mars 1945, le soviet suprême lui décerne la bannière militaire. Le 9 décembre 1954, le nom de Kirov lui est attribué (d'après Sergueï Kirov). Le 22 février 1968, l'École navale de la Caspienne reçoit l'ordre du Drapeau rouge. La dernière promotion de l'établissement est diplômée en juin 1992.
Après la dislocation de l'URSS, un décret du 3 juillet 1992 du président de la nouvelle République d'Azerbaïdjan fait passer sous la juridiction azerbaïdjanaise cet établissement supérieur. Cela se produit dans les faits le 18 juillet 1992 après quoi une directive de l'état-major naval général russe du 10 septembre 1992 met fin à cette école dont le personnel est muté dans d'autres écoles russes. La plupart des officiers enseignants et des élèves partent pour l'Institut naval militaire Frounzé de Saint-Pétersbourg. Le nouvel établissement de Bakou prend quant à lui le nom d'École supérieure navale d'Azerbaïdjan.
Depuis 2008, des cadets venus du Kazakhstan sont également admis dans cette école pour être formés dans la spécialité « armement naval ».

## Directeurs de l'établissement
- juin 1939 — avril 1940: commandant de division Gueorgui Bouritchenkov
- avril 1940 — novembre 1941: capitaine de 2e rang, puis capitaine de 1er rang Constantin Soukhiachvili
- novembre 1941 — août 1942: contre-amiral Nikolaï Zouïkov
- août 1942 — juin 1944: capitaine de 1er rang (depuis le 27 janvier 1951 contre-amiral) Constantin Soukhiachvili
- juin 1944 — avril 1949: contre-amiral Ivan Goloubev-Monatkine
- avril 1949 — mars 1951: contre-amiral (depuis le 22 février 1963 vice-amiral Alexandre Vanifatiev
- mars 1951 — novembre 1961: contre-amiral Semion Ramichvili
- novembre 1961 — février 1963: contre-amiral Nikolaï Drozdov
- février 1963 — septembre 1966: contre-amiral Fiodor Akimov
- février 1967 — octobre 1970: contre-amiral Gueorgui Timotchenko
- octobre 1970 — juin 1974: vice-amiral Gueorgui Stepanov
- juin 1974 — décembre 1975: capitaine de 1er rang (à partir du 25 avril 1975 contre-amiral) Evgueni Glebov
- décembre 1975 — novembre 1985: contre-amiral (à partir du 10 février 1981 vice-amiral) Vassili Arkhipov
- novembre 1985 — juillet 1987: contre-amiral Albert Akatov
- juillet 1987 — juillet 1992: contre-amiral (à partir de 1990 vice-amiral) Leonid Jdanov
- 1992-1993: contre-amiral Edouard Gousseïnov
- 1993-1995: capitaine de 1er rang Djan-Mirza Mirzoïev
- 1995-2010: capitaine de 1er rang N. Aliev
- 2010-aujourd'hui: capitaine de 1er rang F. Melikov